# Insult

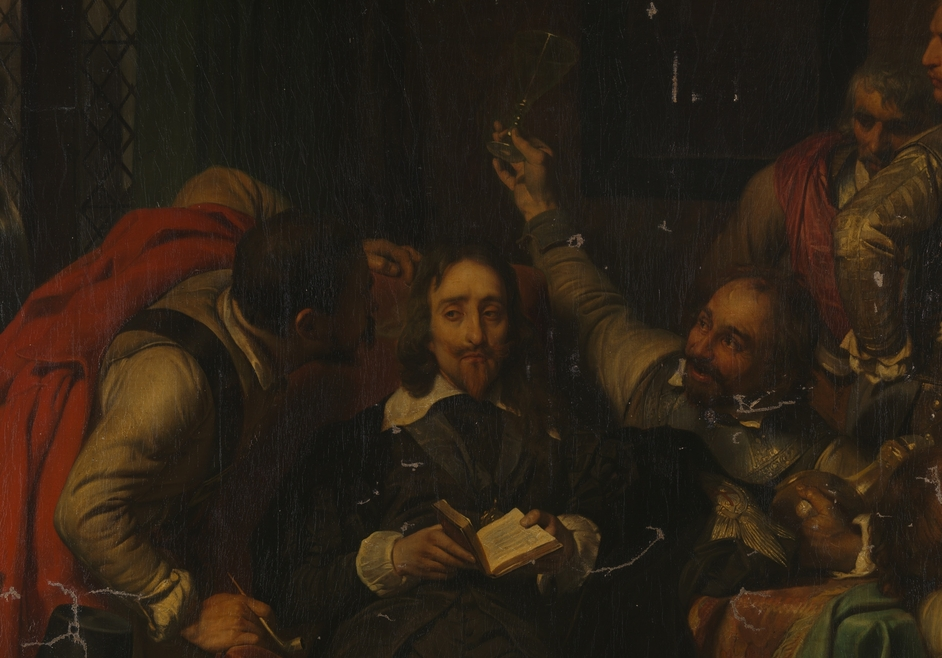
Una part de la pintura a l'oli d'Hippolyte Delaroche de 1836 Carles I insultat pels soldats de Cromwell

Un insult  o penjament és un mot o expressió ofensiu, que és utilitzat per l'emissor amb la intenció de fer mal o ofendre un altre individu que és considerat com a receptor del penjament o insult. És difícil de determinar amb precisió, què constitueix o no un insult, ja que es troba subjecte a convencions socials i culturals. Antropològicament, el que constitueix o no un insult només pot ser definit en el nivell emic de les ciències socials. També dins de la pragmàtica i concretament la teoria dels actes de parla es pot pensar i discutir el que constitueix o no un insult.
Generalment el penjament o insult és una pràctica social desaprovada i rebutjada. Pot consistir en paraulotes, i sovint es refereix a la sexualitat, als progenitors, aparença, discapacitats físiques o les capacitats mentals de la persona a qui s'adreça; en resum, qualsevol cosa que pugui ofendre o molestar la persona a qui va dirigit.
A l'Edat Mitjana un insult ofensiu era dir ca!, fill de ca!, que es deia als sarraïns i jueus i a persones considerades menyspreables. També s'amollaven sovint barba merdosa, banyut, per lo cul de Déu, bagassa, bagassa cantonera, sutze bagassa,  ill de bagassa, bord (Canals 2003: 39, 91-94).

## Renec
Un renec és un mot o locució indecorosa o de maledicció que, en general, injúria o es mofa de Déu o dels símbols sagrats (en aquest cas és una blasfèmia o flastomia) i sona com una interjecció. Pot ser una imprecació vexatòria, de condemnació, o una mostra d'enuig, de sorpresa. En molts casos és un simple ajut del llenguatge. O bé pot ser una paraula grollera o indecent emprada com a interjecció. El qui renega sovint és dit renegador, renegaire o malparlat. El qui blasfema o diu flastomies és un cagadéus. Hi ha renecs i expressions injurioses que s'encavalquen amb els insults.
Amb l'afebliment del poder de la religió en les societats europees es renega molt menys que els nostres avantpassats puix que han perdut força i pes aquestes expressions, però es continua insultant i injuriant.

## Insults en els Països catalans
Alguns insults en els Països catalans poden ser:
Per referir-se a gent de poca categoria 
- merda seca
- animal de séquia
- fleuma
- cul d'olla
- nyicris
- trinxeraire
- malparit
- pocavergonya
- roïn
- napbuf
- pelacanyes

Per referir-se a algú covard
- cagacalces
- cagat
- calçasses
- figamolla
- galifardeu

Per referir-se a algú poc polit 
- porc
- llardós
- pollós

Per referir-se a la poca intel·ligència d'algú 
- taperot
- xafaxarcos
- apardalat
- cap de suro
- llondro
- beneit
- tros de quòniam[8]
- babau
- enze

Per referir-se a algú amb males intencions
- gata maula
- llepaculs

Per referir-se a algú mandrós
- dropo
- pòtol